# Branko Mihajlović
Branko Mihajlović (szerbül: Бранко Михајловић; Belgrád, 1991. február 20. –) szerb utánpótlás-válogatott labdarúgó.

## Pályafutása
Mihajlović a szerb Partizan Belgrád akadémiáján nevelkedett. Első bajnoki mérkőzését 2009. május 30-án játszotta a Čukarički csapata ellen. 2009 és 2014 között alacsonyabb osztályú szerb csapatokban futballozott, 2014 és 2018 között Izraelben légióskodott. 2018 augusztusában igazolta le őt a magyar élvonalbeli Diósgyőri VTK. A miskolci csapatban 26 élvonalbeli mérkőzésen három gólt szerzett. 2020 februárjában közös megegyezéssel felbontották a szerződését.

## A válogatottban
Egyszeres szerb utánpótlás-válogatott labdarúgó.

## Sikerei, díjai
Partizan
- Szerb bajnok: 2008–09